# Шатору (футбольный клуб)
«Берришо́нн де Шатору́» (фр. La Berrichonne de Châteauroux), известный как «Шатору́» — французский футбольный клуб из одноимённого города, основанный в 1883 году. Наивысшее достижение клуба — выход в финал Кубка Франции в 2004 году (поражение от «Пари Сен-Жермен»). В период с 1998—2015 годов клуб постоянно принимал участие в Лиге 2, втором по силе дивизионе чемпионата Франции. После двух сезонов в третьем дивизионе, с сезона 2017/18 «Шатору» вновь выступает в Лиге 2.

## Достижения
- Чемпионат Франции
  - 1 сезон: 1997/98.

- Лига 2
  - Победитель (2): 1996/97.

- Кубок Франции
  - Финалист (3): 2003/04.